# Rho Piscium
Rho Piscium (ρ Psc / 93 Piscium / HD 122066) és un estel en la constel·lació dels Peixos de magnitud aparent +5.36. Es troba a 82 anys llum del sistema solar.
Rho Piscium és un estel de la seqüència principal de tipus espectral F2V. Més calent i lluminós que el Sol, té una temperatura de 6670 - 6683 K. És molt semblant a σ Bootis, η Corvi o μ Capricorni. El seu diàmetre és aproximadament un 10 % més gran que el diàmetre solar. Gira sobre si mateixa amb una velocitat de rotació projectada de 60 km/s, 30 vegades més de pressa que el Sol, una xifra habitual en estels de les seves característiques.
Rho Piscium posseeix un contingut metàl·lic —entenent per metalls aquells elements diferents a hidrogen i heli— inferior al del Sol, entorn d'un 70 % del mateix ([Fe/H] = - 0,16). Amb una massa un 31 % major que la massa solar, la seva edat més probable és de 1400 milions d'anys. És possible que sigui lleugerament variable —amb una variació de lluentor de 0,09 magnituds—, per això rep la denominació de variable provisional NSV 506.